# Поличка (Свитави)
Поличка (чеш. Polička) град је у Чешкој Републици. Град се налази у управној јединици Пардубички крај, у оквиру којег припада округу Свитави.

## Становништво
Према подацима о броју становника из 2014. године град је имао 8.870 становника.